# Lidokain
Lidokaín (tudi lignokaín) je lokalni anestetik za vse vrste lokalne anestezije, uporablja pa se tudi kot zdravilo za zdravljenje srčnih aritmij ter spada med antiaritmike razreda Ib.

## Mehanizem delovanja
Mehanizem delovanja lidokaina kljub njegovi večdesetletni uporabi ni povsem pojasnjen. Deloval naj bi na več bioloških tarč v telesu, pri čemer na bi bilo najpomembnejše delovanje na napestostne natrijeve kanalčke, ki imajo bistveno vlogo pri proženju in prevajanju akcijskih potencialov po živčnih in mišičnih celicah. Zaviranje napetostnih kalcijevih kanalčkov naj bi bilo odgovorno tako za anestetični kot antiaritmični učinek lidokaina.

## Uporaba
Za lokalno anestetično delovanje lidokaina je značilen takojšen nastop učinka, ki traja srednje dolgo. Zato je uporaben za infiltracijsko, prevodno in površinsko anestezijo. Pri spinalni in epiduralni anesteziji se včasih prednostno uporabljajo anestetiki z daljšim delovanjem, na primer bupivakain. Lidokain se lahko injicira sočasno z adrenalinom, ki deluje vazokonstriktorno na arterije ter skoraj podvoji trajanje anestetičnega učinka lidokaina.
Lidokain v obliki kapljic se uporablja pri posegih na očesu. 
Topično (na primer v obliki zdravilnega obliža) se uporablja tudi za lajšanje nevropatske bolečine. Intravensko se uporablja za lajšanje šumenja v ušesu (tinitusa), pri čemer bolezni ne ozdravi, lahko pa šumenje oblaži za okoli dve tretjini.
Poleg tega predstavlja lidokain najpomembnejšega predstavnika antiaritmikov razreda Ib; intravensko se uporablja za zdravljenje prekatnih aritmij, na primer pri akutnem miokardnem infarktu ali zastrupitvi z digoksinom.

## Neželeni učinki
Pri ustrezni uporabi lidokaina kot lokalnega anestetika so neželeni učinki redki. SIstemska izpostavljenost lidokainu lahko povzroči učinke na osrednje živčevje in obtočila. Učinki na osrednje živčevje se lahko pojavijo že pri nižjih plazemskih koncentracijah, medtem ko se srčnožilni učinki praviloma pojavijo pri višjih koncentracijah. Neželeni učinki zajemajo:
- vzburjenje (ekscitacija) osrednjega živčevja: živčnost, razdražljivost, tesnobnost, zaskrbljenost, zbadanje (parestezija) okoli ust, glavobol, hiperestezija (pretirana občutljivost na dotik), tresavica, omotica, spremebe zenice, psihoza, evforija, halucinacije, krči;
- zavrtje osrednjega živčevja (ob večji izpostavljenosti): zaspanost, letargičnost, otežen govor, hipostezija, zmedenost, dezorientiranost, nezavest, zavora dihanja in apneja;
- srčnožilni učinki: hipotenzija (znižan krvni tlak), bradikarcija (upočasnjen srčni utrip), aritmije, zardevanje, vensko popuščanje, povišan defibrilacijski prag, edemi, srčni zastoj – nekateri od teh neželenih učinkov so lahko posledica hipoksemija|hipoksemije zaradi depresije dihanja.[9]
- učinki na dihala: bronhospazem, dispneja, depresija dihanja ali zastoj dihanja;
- učinki na prebavila: kovinski okus v ustih, slabost, bruhanje;
- učinki na ušesa: šumenje;
- učinki na oči: pekočina, pordelost veznice, spremembe in razjede na roženici, dvojni vid, pojav motnjav v vidnem polju;
- učinki na koži: srbenje, razbarvanje, izpuščaj, koprivnica, oteklina, angioedem, podplutbe, tromboflebitis (vnetje vene) na mestu injiciranja, draženje ob topični uporabi;
- učinki na kri: methemoglobinemija;
- preobčutljivostna reakcija.